# Tiana Gairns
Tiana Gairns (Prince George, 1º luglio 1998) è una sciatrice freestyle canadese, specializzata nello ski cross.

## Biografia
Specializzata nello ski cross e attiva in gare FIS dal marzo 2015, la Gairns ha debuttato in Coppa del Mondo il 20 gennaio 2018, giungendo 6ª a Nakiska, e ha ottenuto il suo primo podio il 12 marzo 2023 a Veysonnaz, nella gara vinta dalla svizzera Fanny Smith.
In carriera non ha mai preso parte a rassegne olimpiche, mentre ha gareggiato in due iridate.

## Palmarès

### Coppa del Mondo
- Miglior piazzamento nella Coppa del Mondo di ski cross: 11ª nel 2022
- 1 podio:
  - 1 terzo posto